# 威廉·多诺万
威廉·多诺万（英語：William J. Donovan，1883年1月1日—1959年2月8日），美国军人、律师、情报官员和外交官，在世界大战期间领导中央情报局的前身战略情报局。 他被视为中央情报局的创始人，中情局弗吉尼亚州兰里市总部大楼的大厅里立有他的塑像。